# Pterolophia nivea
Pterolophia nivea là một loài bọ cánh cứng trong họ Cerambycidae.